# El Sombrero (Venezuela)
Pour les articles homonymes, voir El Sombrero.
El Sombrero est une ville l'État de Guárico au Venezuela, capitale de la paroisse civile d'El Sombrero et chef-lieu de la municipalité de Julián Mellado.